# أودري يتبي
أودري يتبي (بالإنجليزية: Audrey Whitby)‏ مواليد 10 أبريل 1996 في إنديانابوليس، هي ممثلة أمريكية بدأت مسيرتها الفنية عام 2011.

## روابط خارجية
- أودري يتبي على موقع IMDb (الإنجليزية)
- أودري يتبي على موقع ألو سيني (الفرنسية)
- أودري يتبي على موقع قاعدة بيانات الفيلم (الإنجليزية)